# 瘋狂邁爾士
《瘋狂邁爾士》（英語：Miles Ahead）是一部2015年的美國音樂電影，由當·卓度執導，這是他第一次執導的電影。當·卓度與史蒂芬·班傑明、Stephen J. Rivele和克里斯多福·威爾金森共同編劇，故事講述爵士樂音樂家邁爾士·戴維斯的生活和創作。本片主演是當·卓度、伊雲·麥葵格和Emayatzy Corinealdi，2015年10月11日在紐約影展上首映。本片的英文名稱取自戴維斯的1957年專輯〈Miles Ahead〉。
《瘋狂邁爾士》得到影評人的正面評價。影評人普遍讚揚當·卓度的執導和演出，但有些則批評故事情節。本片票房收入超過500萬美元。

## 演員
- 當·卓度 飾 邁爾士·戴維斯
- Emayatzy Corinealdi（英语：Emayatzy Corinealdi） 飾 Frances Taylor
- 伊雲·麥葵格 飾 Dave Braden
- 米高·舒伯 飾 Harper Hamilton
- 凱斯·史坦費爾德（英语：Lakeith Stanfield） 飾 Junior
- 奥斯丁·萊昂（英语：Austin Lyon） 飾 Justin
- Jeffrey Grover 飾 吉爾·埃文斯（英语：Gil Evans）
- Joshua Jessen 飾 比爾·艾文斯
- Theron Brown 飾 賀比·漢考克
- JT Thigpen 飾 保羅·錢伯斯
- David Kettlehake 飾 Cab Driver
- Mark Angel II 飾 司機和Background Pedestrian
- Derek Snow 飾 Harold Lovett
- Jon "Swing" McHale 飾 他自己
- Morgan Wolk 飾 Erica
- Mark Turkeltaub 飾 Cop #1
- John Griffin 飾 Cop #2

## 原聲帶
- 瘋狂邁爾士 (原聲帶)（英语：Miles Ahead (soundtrack)）

## 外部連結
- 互联网电影数据库（IMDb）上《瘋狂邁爾士》的资料（英文）
- AllMovie上《瘋狂邁爾士》的资料（英文）
- Box Office Mojo上《瘋狂邁爾士》的資料（英文）